# Campionati statunitensi di sci alpino 1970
I Campionati statunitensi di sci alpino 1970 si disputarono a Waitsfield nel mese di marzo; furono assegnati i titoli di discesa libera, slalom gigante, slalom speciale e combinata, sia maschili sia femminili.
Trattandosi di competizioni valide anche ai fini del punteggio FIS, vi parteciparono anche sciatori di altre federazioni, senza che questo consentisse loro di concorrere al titolo nazionale statunitense.

## Risultati

### Uomini

#### Discesa libera
| Pos. | Atleta      | Nazione     |
| ---- | ----------- | ----------- |
| 1    | Rod Taylor  | Stati Uniti |
| 2    | Bob Cochran | Stati Uniti |
| 3    | ?           | ?           |

Data: 13 marzo

#### Slalom gigante
| Pos. | Atleta       | Nazione     |
| ---- | ------------ | ----------- |
| 1    | Tyler Palmer | Stati Uniti |
| 2    | ?            | ?           |
| 3    | ?            | ?           |

#### Slalom speciale
| Pos. | Atleta      | Nazione     |
| ---- | ----------- | ----------- |
| 1    | Bob Cochran | Stati Uniti |
| 2    | ?           | ?           |
| 3    | ?           | ?           |

#### Combinata
| Pos. | Atleta     | Nazione |
| ---- | ---------- | ------- |
| 1    | Bill McKay | Canada  |
| 2    | ?          | ?       |
| 3    | ?          | ?       |
| 4    | ?          | ?       |

### Donne

#### Discesa libera
| Pos. | Atleta       | Nazione     |
| ---- | ------------ | ----------- |
| 1    | Ann Black    | Stati Uniti |
| 2    | Rosie Fortna | Stati Uniti |
| 3    | ?            | ?           |

Data: 13 marzo

#### Slalom gigante
| Pos. | Atleta        | Nazione     |
| ---- | ------------- | ----------- |
| 1    | Susie Corrock | Stati Uniti |
| 2    | ?             | ?           |
| 3    | ?             | ?           |

#### Slalom speciale
| Pos. | Atleta         | Nazione     |
| ---- | -------------- | ----------- |
| 1    | Patty Boydstun | Stati Uniti |
| 2    | ?              | ?           |
| 3    | ?              | ?           |

#### Combinata
| Pos. | Atleta       | Nazione     |
| ---- | ------------ | ----------- |
| 1    | Rosie Fortna | Stati Uniti |
| 2    | ?            | ?           |
| 3    | ?            | ?           |